# Zazulin
Zazulin (en ruso: Зазулин) es un jútor del raión de Apsheronsk del krai de Krasnodar, en Rusia. Está situado en las vertientes septentrionales del Cáucaso Occidental, en la orilla izquierda del río Glubokaya, afluente del Psheja, que lo es del Bélaya, de la cuenca del Kubán, 7 km al este de Apsheronsk y 93 km al sureste de Krasnodar, la capital del krai. Tenía 630 habitantes
Pertenece al municipio Apsherónskoye.